# Челик за опруге
Челик за опруге је нисколегирани челик са средњим садржајем угљеника. Ова легура се користи за опруге јер не губи лако своју форму. Технички, ово значи да посједује већи модул еластичности од осталих врста челика.
Силицијум је кључна компонента за већину челичних легура за опруге. Примјер челика за опруге који се користи у аутомобилима био би AISI 9255 ( и : 55Si7, AFNOR 55S7), који садржи 1,50—1,80% силицијума, 0,70—1,00% мангана и 0,52—0,60% угљеника.
Већина челика за опруге има чврстоћу од око 45 по Роквеловој Ц-скали.